# Баев, Георгий Лукьянович
Георгий Лукьянович Баев (1916, Большие Салы, область Войска Донского — 1941) — советский самбист и борец классического стиля, чемпион и призёр чемпионатов СССР. Увлёкся борьбой в 1922 году. Участвовал в пяти чемпионатах СССР по классической борьбе (1937—1941). Погиб в 1941 году на берегу Днепра.

## Спортивные результаты
- Чемпионат СССР по классической борьбе 1939 года — ;
- Чемпионат СССР по классической борьбе 1941 года (полулёгкий вес) — ;
- Чемпионат СССР по классической борьбе 1941 года (лёгкий вес) — ;
- Чемпионат СССР по самбо 1939 года — ;
- Чемпионат СССР по самбо 1940 года — ;